# Elezioni parlamentari in Albania del 1987
Le elezioni parlamentari nella Repubblica Popolare Socialista d'Albania del 1987 si tennero il 1º febbraio. Il Fronte Democratico ottenne tutti i 250 seggi col 100% dei voti. L'affluenza alle urne fu del 100%.

## Risultati
| Liste                  | Voti      | %   | Seggi |
| ---------------------- | --------- | --- | ----- |
| Fronte Democratico     | 1.830.652 | 100 | 250   |
| Nulle                  | 1         | 0   | –     |
| Totale                 | 1.830.653 |     | 250   |
| Fonte: Nohlen & Stöver |           |     |       |